# Panoz

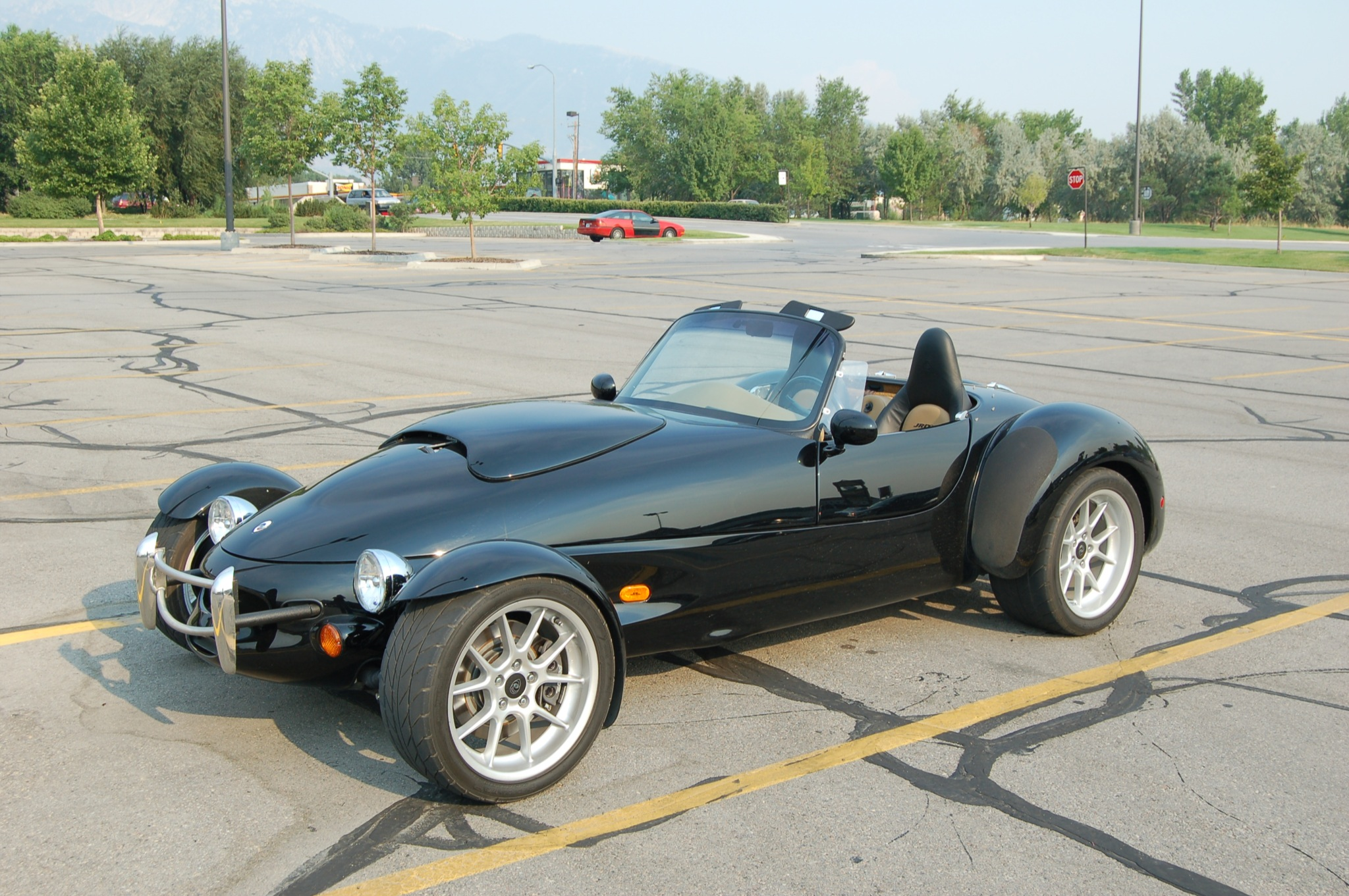
Panoz Roadster, un automóvil de calle.

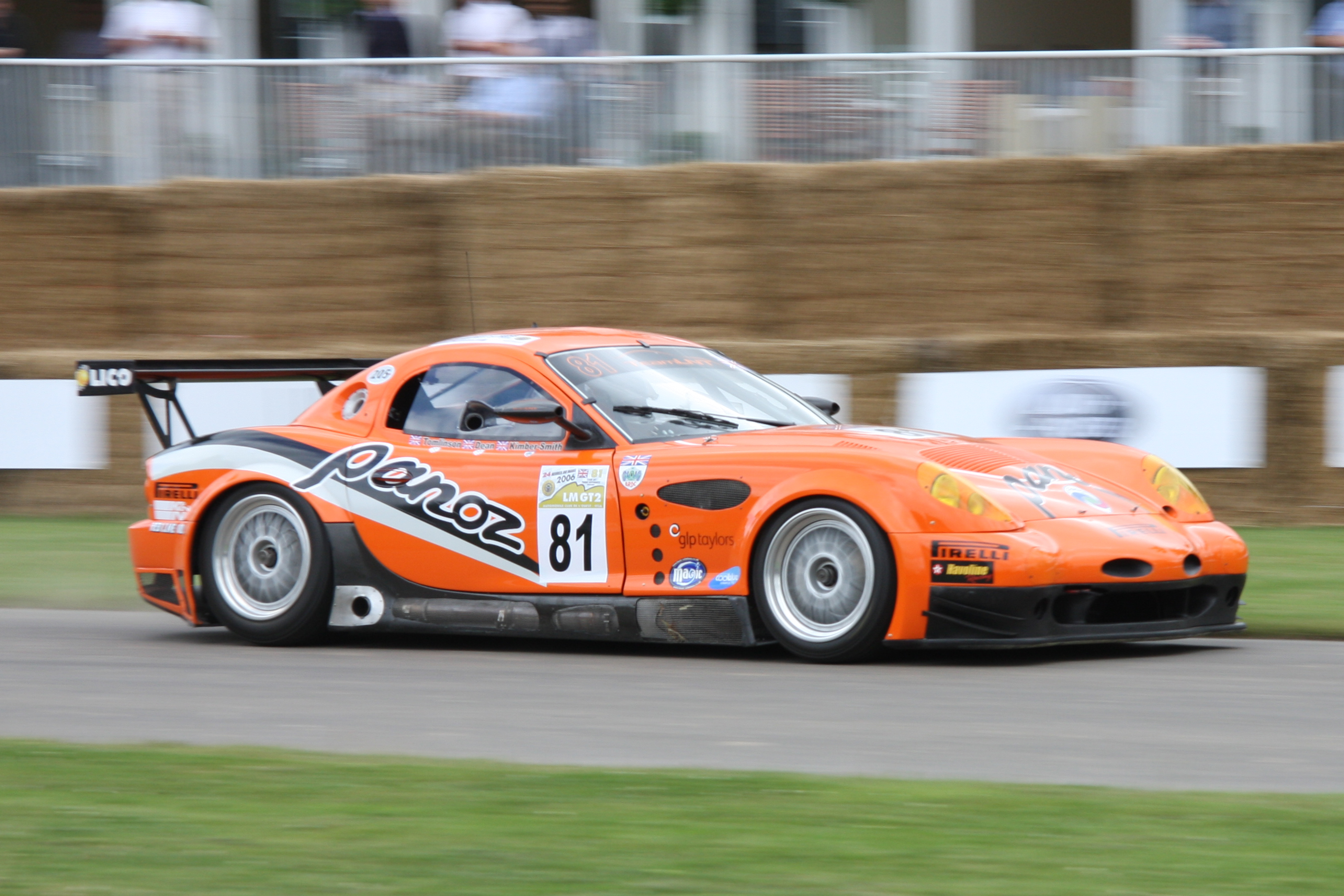
Panoz Esperante GT-LM.

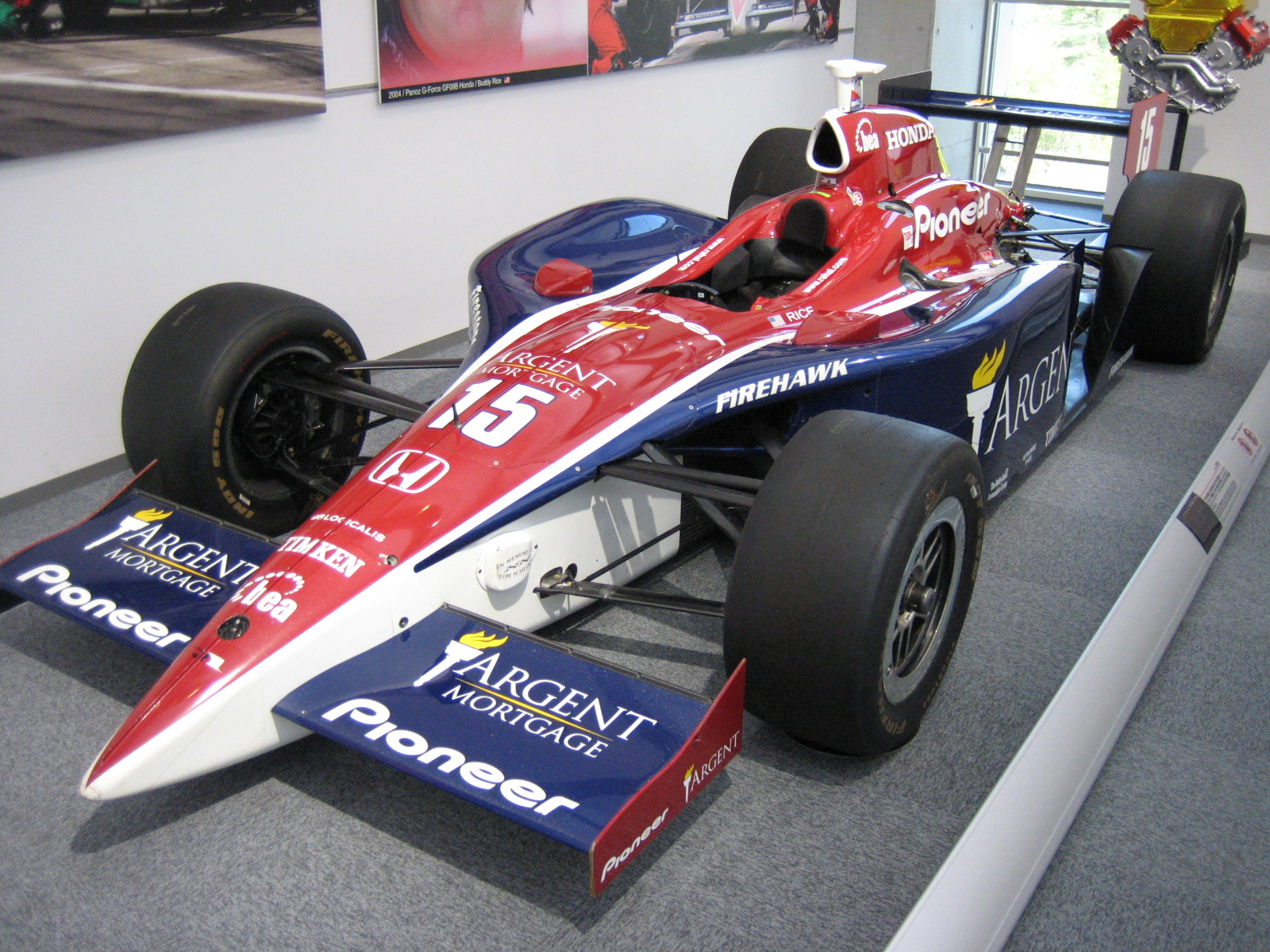
El G-Force GF09B ganador de las 500 Millas de Indianápolis de 2004.

Panoz Motor Sports Group es un grupo empresarial fundado por Don Panoz con sede en Hoschton, Georgia, Estados Unidos, que engloba diversas actividades relacionadas con el automóvil y el automovilismo.
Panoz Auto Development y Élan Motorsport Technologies fabrican automóviles deportivos y de carreras respectivamente.
La International Motor Sports Association, adquirida en 2001, ha sido el entre rector de la American Le Mans Series y el United SportsCar Championship entre otras categorías estadounidenses de automovilismo de velocidad.
El grupo Panoz anteriormente gestionaba los autódromos de Sebring, Road Atlanta y Mosport Park, donde se celebran las 12 Horas de Sebring y la Petit Le Mans, dos de las carreras de resistencia más importantes de América.

## Panoz Auto Development
Panoz Auto Development es un fabricante de automóviles fundado en 1989 por Daniel Panoz, hijo de Don Panoz. Además de sus modelos de calle Esperante y Roadster, también ha participado en diversas competiciones estadounidenses y europeas de gran turismos y sport prototipos con los Esperante GTS, Esperante GTLM y Esperante GTR-1, LMP-1 Roadster-S, LMP07, DP02 y DP04.

## Élan Motorsport Technologies
Élan Motorsport Technologies es una empresa dedicada a la construcción de automóviles de carreras. Desarrolló y produjo el monoplaza Panoz DP01, que se usó en la temporada 2007 de la Championship Auto Racing Teams y el Gran Premio de Long Beach de 2008. Una evolución de este, el DP09, fue utilizado en la Superleague Formula desde su temporada inaugural en 2008. En 2012 estrenó el DeltaWing, un automóvil deportivo experimental que ha competido en resistencia.
Desde 1999, Élan es dueña de Van Diemen, quien construye vehículos de la Fórmula Ford. G-Force Technologies, fabricante de monoplazas de la IndyCar Series, fue adquirida por Élan en 2002 y sus automóviles tomaron la denominación Panoz en 2005. La última participación de ellos en la categoría fue en las 500 Millas de Indianápolis de 2008.